# Hotel Lindequist

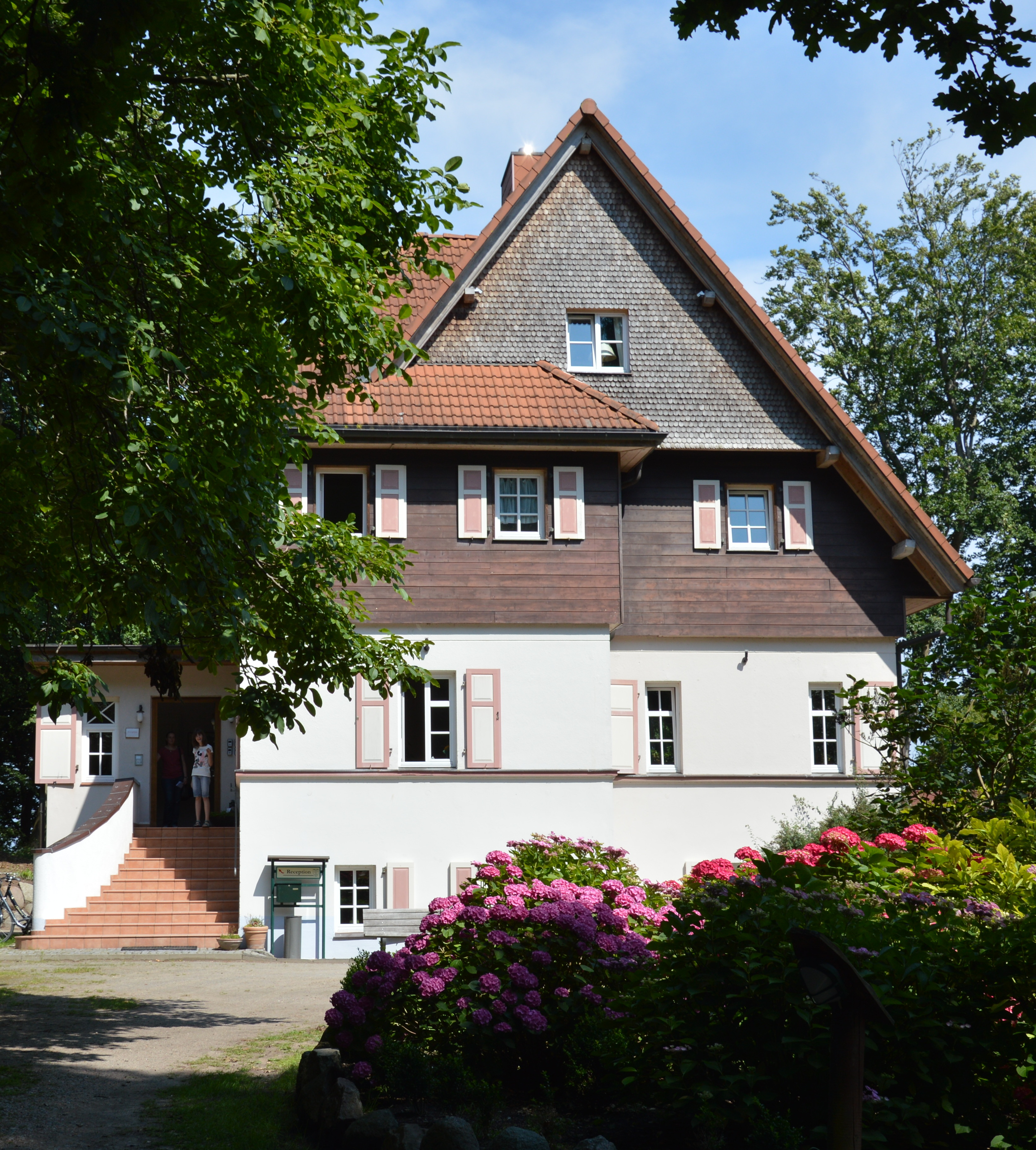
Hotel Lindequist, Landseite

Das Hotel Lindequist ist eine als Hotel genutzte Villa in Sellin auf Rügen an der Ostsee.

## Lage
Die auch als Haus Lindequist bezeichnete Villa befindet sich an der Adresse Von-Lindequist-Weg 1 auf einer bewaldeten Anhöhe über der nordöstlich verlaufenden Küste der Ostsee. Der öffentlich zugängliche Strand gehört zum Hotelgrundstück. Unmittelbar südöstlich des 3,5 Hektar umfassenden Grundstücks verläuft die Gemeindegrenze zur Gemarkung von Baabe. Straßenseitig ist das Hotel nur über das Gebiet der Gemeinde Baabe zu erreichen.

## Architektur und Geschichte
Das Gebäude wurde in der Zeit um 1906 von Friedrich von Lindequist, damals Gouverneur der Kolonie Deutsch-Südwestafrika, und seiner Ehefrau Dorothea von Heydebreck als Ferienhaus errichtet. Die schlicht gestaltete Villa wurde im Landhausstil unter Verwendung naturnaher Baustoffe gebaut. Im oberen Teil besteht eine dunkel gehaltene horizontale Holzverschalung, der Giebel ist mit Schindeln verkleidet. Die Fenster sind mit Fensterläden versehen.
Ein Urenkel der Lindequists sanierte das Haus in den 1990er Jahren. Seit 2002 wird es als Hotel genutzt. Nachdem das Hotel 2009 eine neue Leitung erhalten hatte, kam es im Frühjahr 2011 zur Hotelkette Raulff. Im Frühjahr 2017 wurde das Hotel an Stefan Bläsing verkauft, der es wiederum 2019 an den Berliner Immobilienkaufmann Ernst Bär von der Ernst Bär Consulting KG, Berlin verkaufte. Seit Juli 2022 hat das Strandhotel Lindequist einen neuen Pächter.

## Anlage
Im Haupthaus befinden sich acht Hotel- sowie ein Kaminzimmer. An der Südecke des Gebäudes wurde ein Wintergarten angefügt, der auch als Speiseraum dient. Zum Strand führt eine hoteleigene Treppe. Zur Hotelanlage gehören weiter westlich auf dem Grundstück gelegene, als Waldhäuser bezeichnete Gebäude, in denen weitere zehn Hotelzimmer bzw. Ferienwohnungen untergebracht waren. 2016 wurde eins der drei Waldhäuser als Hostel genutzt. Seit Juli 2022 sind alle drei Waldhäuser fest an Einheimische vermietet. 